# 约旦国徽
約旦國徽啟用於1921年，並在1934年8月25日正式成為國徽。
國徽為斗篷式，上有五垛王冠，頂鑲矛頭。斗篷內有鷹立於地球上，象徵伊斯蘭教普傳於世。下為傳統武器和阿拉伯起義旗幟。下為小麥和棕櫚樹枝。綬帶上書「阿卜杜拉·本·侯賽因（現任國王），約旦哈希姆王國國王，祈求真主幫助」。最下為復興勳章。